# فیلیپ چهارم مقدونی
فیلیپ چهارم یا فیلیپوس چهارم مقدونی (به یونانی: Φίλιππος Δʹ ὁ Μακεδών) فرمانروای مقدونیه به‌مدت ۴ ماه بود.

## زندگینامه
او بزرگترین پسر کاساندر و تسالونیکای مقدونی (خواهر ناتنی اسکندر مقدونی) از دودمان حاکم آنتیپاتری بود که پس از مرگ پدرش در بهار سال ۲۹۷ پ.م، در سن ۱۸ سالگی بر تخت نشست. دوران حکومت فیلیپ کوتاه بود و او ۴ ماه بعد بر اثر ابتلا به بیماری سل در الاتیا در فوکیس مرد. پس از او برادرانش آنتیپاتر دوم و اسکندر پنجم به‌طور مشترک با نایب‌السلطنتی مادرشان جانشین او شدند.